# Ouchterlony
Ouchterlony är en svensk släkt som leder sitt ursprung från Skottland. Sjökaptenen Thomas Ouchterlony (1691-1777), son till Alexander Ouchterlony (ca. 1655-1735) "merchant" i Dundee och sonson till John Ouchterlony (1623-1695) "minister" i Aberlemno, Angus, Skottland, tjänstgjorde i Svenska Ostindiska Companiet 1733 till ca.1748. Han bosatte sig 1748 i Karlshamn och verkade som sjökapten där fram till 1759 då han återvände till Storbritannien. Under 1762-1764 vistades han i Skottland där han processade mot sin svåger och syster angående arv av fastigheter i Dundee. Han avslutade sina år i London och dog där 1777. Thomas son, sjökaptenen John Ouchterlony (1729-1776) kom tillsammans med fadern till Karlshamn 1748 och gifte sig där med Maria Margareta Hulst. Hans äldste son som uppnådde vuxen ålder, kammarrättsrådet Isaac Ouchterlony (1766-1835), blev stamfar för den svenska släkten. Från fyra av dennes söner utgick lika många nu levande grenar.
Den skotska släkten Ouchterlony är känd sedan 1100-talet och innehade baroniet Kellie, Arbirlot, Angus sedan början av 1400-talet. Huvudmannen William Ouchterlony of that ilk (and of Kellie) (1553-1609) fäste sitt sigill, ett upprest lejon omgivet av en bård med 8 spännen, på ett dokument 1595. Enligt skotska regler så ska yngre grenar skilja sina vapen från huvudmannen. Den ovan nämnde, John Ouchterlony (1623-1695), fick patent på sitt heraldiska vapen från "the Court of  Lord Lyon" 1672 och där angavs att han härstammade från familjen Ouchterlony of Kellie. Vapnet är detsamma som för nämnde William Ouchterlony of that ilk, med tillägget av en uppslagen bibel under lejonet. Huvudmannen för den svenska släkten är huvudman i släktgrenen som härstammar från John. Huvudmannen för den skotska släkten förde även ett kvadrerat vapen, första gången avbildat på 1450-talet, med Ouchterlony i fält 1 och 4 och familjen Stewarts vapen i de två övriga. De två kvadraterna med Ouchterlonys vapen innehåller i några avbildningar bården med 8 spännen, men i andra finns den enbart med i Stewarts vapen. Den svenska släkten använder sedan 1930-talet, enligt svensk tradition, huvudgrenens kvadrerade vapen med bård enbart runt Stewarts vapen.
Den 31 december 2014 var 74 personer  med efternamnet Ouchterlony bosatta i Sverige.

## Personer med efternamnet Ouchterlony eller Ochterlony
- C.A. Ouchterlony (1826–1889), präst och missionär
- David Ochterlony (1758–1825), engelsk-indisk militär
- Finn Ouchterlony (född 1943), professor i bergbyggnad
- Hanna Ouchterlony (1838–1924), kommendör i Frälsningsarmén
- Lisa Ouchterlony (1875–1952), skulptör och ciselör
- Örjan Ouchterlony (1914–2004), läkare, professor i bakteriologi